# Apsona muscaria
Apsona muscaria är en tvåvingeart som beskrevs av John Obadiah Westwood 1876. Apsona muscaria ingår i släktet Apsona och familjen kulflugor. Inga underarter finns listade i Catalogue of Life.